# مگس‌گیر ابرولیمویی
مگس‌گیر ابرولیمویی (نام علمی: Conopias cinchoneti) گونه‌ای از پرندگان تیرهٔ ژیان‌مرغان است که در بولیوی، کلمبیا، اکوادور، پرو و ونزوئلا یافت می‌شود. زیستگاه طبیعی آن جنگل‌های کوهستانی نمناک نیمه‌گرمسیری یا گرمسیری است.

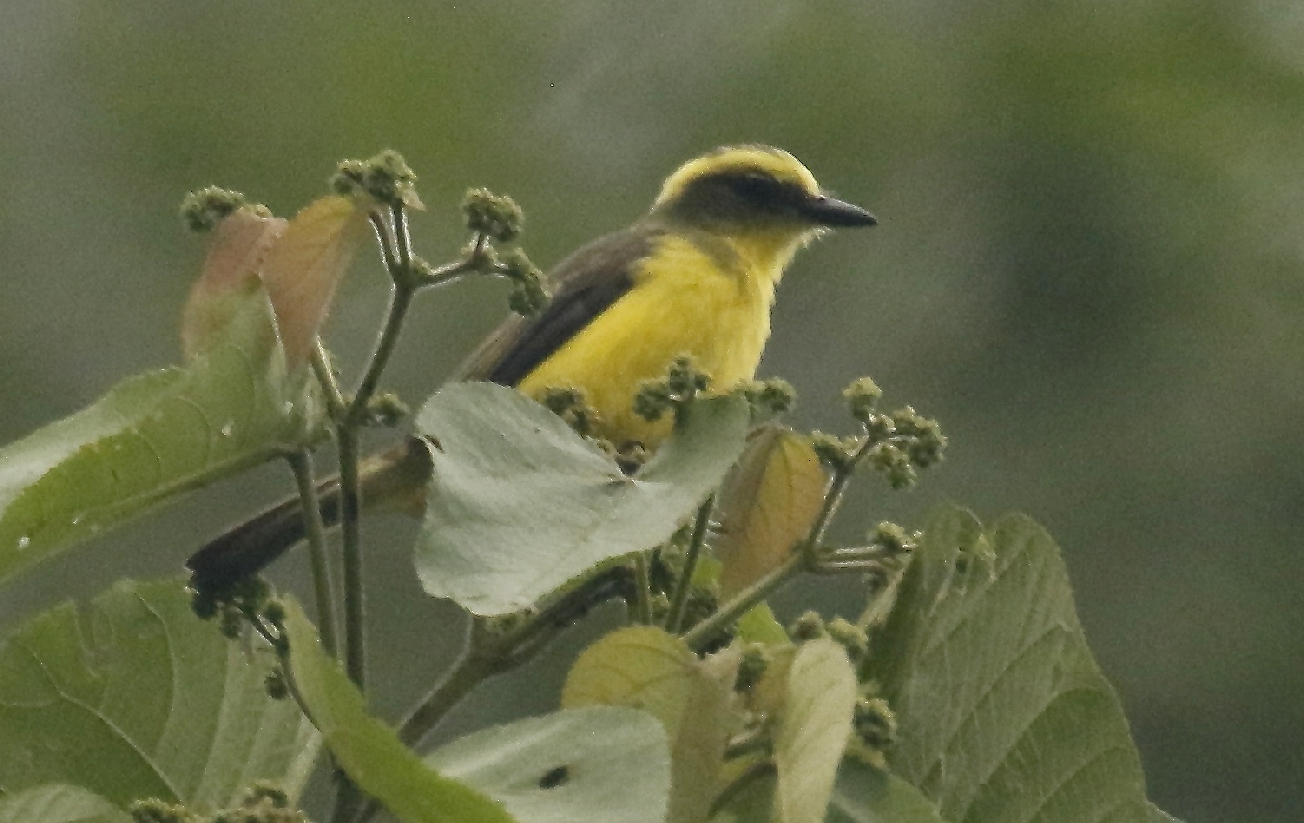
در اکوادور